# El juego de Egipto
El juego de Egipto (The Egypt Game en idioma original) (1967) es una novela escrita por Zilpha Keatley Snyder, ganadora del premio Newbery. Ambientada en una pequeña ciudad universitaria de California, Estados Unidos, el libro sigue la creación de un juego imaginario, inventado por un grupo de seis niños.

## Resumen
April Hall, hija de una prometedora actriz de cine, es enviada a vivir con su abuela a un antiguo edificio de apartamentos en Berkeley, California, Estados Unidos. La niña se siente abandonada y disimula su dolor con un sarcasmo truculento y gestos hollywoodenses. Su abuela le presenta a dos niños vecinos, Melanie y Marshall Ross, con quienes comparte su interés por los "juegos de imaginación" y la arqueología. Además, April investiga una tienda cercana de antigüedades, cuyo dueño es un anciano misterioso y algo espeluznante conocido como "El Profesor". En el almacén de la tienda, las niñas descubren una réplica del famoso busto de Nefertiti, lo que las lleva a crear un incesante juego imaginario sobre el Antiguo Egipto.
Snyder aprovechó la posibilidad de la trama insinuada al final del libro y, en 1997, escribió El Juego Gitano (The Gypsy Game), que sigue directamente los personajes y la historia de El Juego de Egipto (The Egypt Game) con lo que puede considerarse la continuación de éste.
La académica en juegos Cathlena Martin demostró cómo el libro de Snyder precedió y sentó las bases para los diseños de juego de rol de Dungeons & Dragons (1974), al "implicar la inmersión del jugador en la construcción de mundos, la colaboración y el juego de roles". 

## Recepción
Un resumen de advertencia en Kirkus Reviews de 1967 señala que el libro tiene "todos los elementos para que un niño de diez u once años lo disfrute", pero también el asesinato de un niño en el que "el asesino demente es tangencial a la trama como a un personaje", componente cuestionable en un libro para esta época”.  Sin embargo, El Boletín del Centro de Libros Infantiles dijo que el libro “tiene una caracterización sólida, el diálogo es magnífico y la trama es original”.  En 2013, la National Public Radio incluyó a The Egypt Game en su lista de "100 lecturas obligatorias para niños de 9 a 14 años". 
En 1970, la novela recibió el premio Lewis Carroll Shelf, un premio literario estadounidense que otorga anualmente la Escuela de Educación de la Universidad de Wisconsin-Madison.
En 1973 recibió el premio George C. Stone Recognition of Merit, otorgado por Bookology, una revista de literatura infantil.